# Stibadium mavina
Stibadium mavina là một loài bướm đêm trong họ Noctuidae.